# Солнечное сельское поселение (Тверская область)
Со́лнечное се́льское поселе́ние — упразднённое муниципальное образование в составе Вышневолоцкого района Тверской области.
На территории поселения находились 23 населённых пункта. Центр поселения — посёлок Солнечный.
Образовано в 2005 году, включило в себя территорию Солнечного сельского округа.

## Географические данные
- Общая площадь: 100,8 км²
- Нахождение: северная часть Вышневолоцкого района
  - Граничит:
    - на севере — с Удомельским районом, Мстинское СП
    - на востоке — с Садовым СП и Сорокинским СП
    - на юго-востоке — с городским округом город Вышний Волочёк
    - на юге — с городским поселением — пгт Красномайский
    - на западе — с Коломенским СП

Территория поселения вытянута вдоль западного берега озера Мстино и делее, левого берега реки Мсты.

На юге поселение пересекает Октябрьская железная дорога (главный ход Москва — Санкт-Петербург). По южной границе — автомагистраль «Москва — Санкт-Петербург».

## Население
По переписи 2002 года — 2840 человек, по переписи 2010 года — 2658 человек.

## Населенные пункты
На территории поселения находятся следующие населённые пункты:
| №  | Тип нп  | Название                      | Население (2008 год) |
| -- | ------- | ----------------------------- | -------------------- |
| 1  | пос.    | Октябрьский                   | 341                  |
| 2  | пос.    | Приозёрный                    | 165                  |
| 3  | пос.    | Солнечный                     | 1418                 |
| 4  | дер.    | Александровка                 | 0                    |
| 5  | дер.    | Большой Городок               | 7                    |
| 6  | дер.    | Борисково                     | 221                  |
| 7  | дер.    | Валентиновка                  | 113                  |
| 8  | дер.    | Гирино                        | 3                    |
| 9  | н.п.    | Отдельный Дом Дачи Художников | 18                   |
| 10 | дер.    | Деревково                     | 67                   |
| 11 | дер.    | Дуброво                       | 53                   |
| 12 | дер.    | Лебзово                       | 0                    |
| 13 | ж-д.ст. | Леонтьево                     | 37                   |
| 14 | дер.    | Липовец                       | 20                   |
| 15 | дер.    | Лутково                       | 1                    |
| 16 | дер.    | Лютивля                       | 130                  |
| 17 | дер.    | Лядины                        | 1                    |
| 18 | дер.    | Малый Городок                 | 2                    |
| 19 | дер.    | Новое Котчище                 | 13                   |
| 20 | дер.    | Новое Почвино                 | 4                    |
| 21 | дер.    | Подол                         | 121                  |
| 22 | дер.    | Старое Котчище                | 18                   |
| 23 | дер.    | Старое Почвино                | 47                   |

### Бывшие населенные пункты
На территории поселения исчезли деревни Глуби, Желибье, Литягино и другие.

## История
В XII—XIV вв. территория поселения относилась к Деревской пятине Новгородской земли. В XV веке присоединена к Великому княжеству Московскому и относилась к Коломенскому погосту Деревской пятины.
- После реформ Петра I территория поселения входила:[4]
- в 1708—1727 гг. в Санкт-Петербургскую (Ингерманляндскую 1708—1710 гг.) губернию, Новгородскую провинцию,
- в 1727—1775 гг. в Новгородскую губернию, Новгородскую провинцию,
- в 1775—1796 гг. в Тверское наместничество, Вышневолоцкий уезд,
- в 1796—1929 гг. в Тверскую губернию, Вышневолоцкий уезд,
- в 1929—1935 гг. в Московскую область, Вышневолоцкий район,
- в 1935—1990 гг. в Калининскую область, Вышневолоцкий район,
- с 1990 в Тверскую область, Вышневолоцкий район.

В середине XIX-начале XX века деревни поселения относились к Доркской и Подольской волостям Вышневолоцкого уезда Тверской губернии.

В 50-е годы XX века на территории поселения существовали Леонтьевский и Подольский сельсоветы Вышневолоцкого района Калининской области.

## Известные люди
В деревне Лютивля родился Герой Советского Союза Александр Васильевич Шилов.